# Krieg-in-Sicht-Krise
Die Krieg-in-Sicht-Krise war eine diplomatische Krise im Anschluss an den Deutsch-Französischen Krieg 1870/1871.
Frankreich war nach dem Abzug der Besatzungstruppen 1873 schnell wieder erstarkt und begann mit der Wiederaufrüstung. Dies weckte bei Otto von Bismarck Befürchtungen vor einer Revanche für die Annexion von Elsaß-Lothringen.

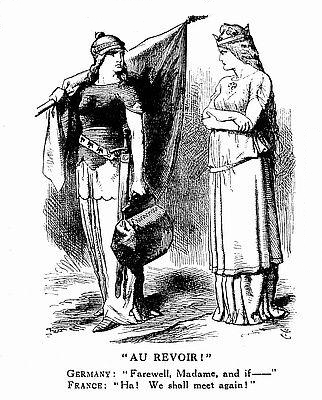
Deutschland: «Wir verabschieden uns, Madame und wenn…».
Frankreich: «Ha! Wir treffen uns wieder!»
Karikatur in Punch 1874

Am 9. April 1875 erschien in der Berliner Zeitung Post ein Artikel mit der Überschrift Ist Krieg in Sicht?. Autor war der Publizist Constantin Rößler, jedoch wird hinter diesem und zahlreichen weiteren Artikeln in den nächsten Wochen Otto von Bismarck vermutet. In diesen Artikeln drohte er Frankreich mit einem Präventivkrieg für den Fall der weiteren Aufrüstung. Der Artikel nahm in aufheizendem Ton Bezug auf das französische Kammergesetz, das Frankreichs militärische Schlagkraft erhöhte. Die Zeitung, in der er erschien, war ein regierungsnahes Blatt und wurde häufig für offiziöse Zwecke benutzt. Daher provozierte und alarmierte der Artikel die europäischen Großmächte.
Der Hintergrund war die prekäre Lage des Deutschen Reiches nach der Reichsgründung. Das Deutsche Reich war zwar eine Großmacht, jedoch nicht stark genug, seine Einigung, die es von 1864 bis 1871 in Reichseinigungskriegen mit jeweils isolierten Feinden erreicht hatte, gegen eine Koalition unter Führung Frankreichs verteidigen zu können. In Berlin drängte das Militär unter Helmuth Karl Bernhard von Moltke tatsächlich darauf, die französische Gefahr mit Hilfe eines Präventivkrieges zu beseitigen. In einem solchen Krieg durfte das erst 1871 gegründete Reich nicht mit Russlands Neutralität rechnen. Das Ziel der Pressekampagne war es, herauszufinden, wie sich die anderen europäischen Mächte im Falle eines erneuten deutsch-französischen Konfliktes verhalten würden.
Das Ergebnis war das klare Signal Großbritanniens und Russlands, Frankreich zu unterstützen. Sie waren nicht gewillt, einen weiteren Machtzuwachs des Deutschen Reiches zu akzeptieren, der eine Gefährdung ihrer eigenen Position bedeutet hätte.
Bismarck schloss aus diesem Verlauf der „Krieg-in-Sicht“-Krise, dass Deutschland die Diplomatie des Gleichgewichtes betreiben und alternative Optionen wie die Politik der territorialen Kompensation oder die des diplomatisch unterstützten Präventivkrieges zurückstellen müsse. Jeder Versuch, das Reich territorial zu erweitern und die Machtstellung des Reiches auszubauen, barg unkalkulierbare Risiken für das frisch gegründete Reich. Es galt, Deutschland als saturierte Macht darzustellen und mit den Mitteln der Diplomatie Frankreich möglichst isoliert zu halten, um nicht zu einem Zweifrontenkrieg gezwungen zu werden. Diese Konzeption beschreibt er im Kissinger Diktat.
In der Folge zeigte es sich jedoch, dass das den Nachfolgern Bismarcks nicht gelang und sich letztendlich Frankreich, das Russische Kaiserreich und das Vereinigte Königreich zur Entente gegen die Mittelmächte zusammenschlossen.

## Forschungsstand
Viele Historiker, wie Klaus Hildebrand und Volker Ullrich, vermuten Otto von Bismarck als treibende Kraft hinter der Veröffentlichung des Artikels Ist der Krieg in Sicht? und sehen die Krise als ein politisches Kalkül Bismarcks in Folge der gescheiterten Mission Radowitz.
Dagegen vertritt Johannes Janorschke die These, dass der Artikel auf den eigenmächtig handelnden Pressechef des Auswärtigen Amts, Ludwig Aegidi, zurückgeführt werden kann. Dieser handelte entgegen der damaligen Strategie des Reichskanzlers. Folglich lehnt Janorschke es ab, die Krieg-in-Sicht-Krise als eine von Bismarck gezogene Konsequenz der Mission Radowitz zu interpretieren.